# Cordulecerus surinamensis
Cordulecerus surinamensis là một loài côn trùng trong họ Ascalaphidae thuộc bộ Neuroptera. Loài này được Fabricius miêu tả năm 1798.